# Nokia 5000
Le Nokia 5000 est un téléphone de l'entreprise Nokia. Il est monobloc.

## Caractéristiques
- Système d'exploitation Symbian OS S40
- GSM
- 106 × 46 × 11,1 mm  pour 74 grammes
- Écran  TFT 2 pouces 320 × 240 pixels 65 000 couleurs
- Bluetooth 2.0
- Batterie : 700 mAh
- Appareil photo numérique : 1,3 Mpx, 1280 × 1024 pixels
- Vibreur
- DAS : 0,86 W/kg.